# 24-Stunden-Rennen von Silverstone

Streckenführung seit 2010

Das 24-Stunden-Rennen von Silverstone, auch bekannt als Britcar 24hr, war ein jährlich im Rahmen der britischen Langstreckenserie Britcar für Sportwagen ausgetragenes Rennen. Es wird auch als der Nachfolger der Willhire 24h angesehen, da es seit dessen letzter Austragung 1994 kein 24-Stunden-Rennen mehr in Großbritannien gab.
Die Länge einer Runde betrug von 2005 bis 2009 5,141 km (3,195 Meilen). Seit dem Umbau 2010 beträgt die Länge einer Runde 5,890 km (3,660 Meilen) bzw. 5,901 km (3,667 Meilen).

Das Qualifying zum Rennen fand freitags statt und bestand aus einer Tag- und einer Nachtsession. Die Tagsession startete um die Mittagszeit, die Nachtsession gegen Abend. Vor dem Rennen gab es morgens ein Warm-up, bevor nachmittags das Rennen begann.

## Klasseneinteilung
Das Fahrzeugfeld wurde in vier Klassen unterteilt, die Einteilung erfolgte entweder nach FIA-Homologation oder dem Leistungsgewicht:
- Klasse 1: Fahrzeuge nach FIA-GT3-Reglement oder mit maximal 2,6 kg/ps. Fahrzeuge, die auf keinem Straßenauto basieren, werden als LMPX eingestuft und dürfen bis 3,0 kg/ps haben.
- Klasse 2: Fahrzeuge nach dem Reglement von Porsche 997 Cup/Ferrari 430 Challenge/Ginetta Supercup oder mit maximal 3,4 kg/ps.
- Klasse 3: Fahrzeuge nach dem Reglement von FIA GT4/Porsche 996 Cup/Seat SuperCopa oder mit maximal 3,7 kg/ps.
- Klasse 4: Fahrzeuge nach dem Reglement von Clio Cup/Ginetta G40/Seat Cupra (Mk1)/Mini JCW oder mit maximal 5,2 kg/ps.

Fahrzeuge mit Dieselantrieb werden nach dem Leistungsgewicht eingestuft. Sie dürfen maximal 75 Liter Treibstoff mit sich führen, Benzinfahrzeuge 120 Liter. Pro Boxenstopp dürfen 75 Liter getankt werden.

## Geschichte

### 2007 – 8./9. September
Das Rennen startete um 16.30 Uhr mit bewölktem Himmel und trockener Strecke. In den Morgenstunden wurde der Nebel zu dicht, das Rennen musste unterbrochen werden. Der Restart erfolgte um 07:15 Uhr.

#### Top Gear
Unter den Teilnehmern war auch ein Team der britischen Autosendung Top Gear. Sie nahmen mit einem BMW e46 330d teil.
In beiden Qualifyings waren sie, mit Hilfe ihres Fahrers Stig, besser als erwartet, bis das Auto keinen Vortrieb mehr hatte. Die Reparaturarbeiten dauerten bis in die Einführungsrunde des Feldes und sie konnten noch so eben starten.
Bis auf kleine Probleme lief im Rennen alles gut, bis Richard Hammond gegen 23 Uhr einen Unfall mit einem Mosler hatte und das Auto eine dreistündige Reparaturpause einlegen musste. Sie erreichten das Ziel und beendeten das Rennen als 39. von 46.

James May nahm 2011 und 2012 nicht teil, es war ein anderer James May.

### 2009 – 2./3. Oktober
Das Rennen wurde von 24 Stunden auf 500 Meilen (805 km) verkürzt.

### 2010 – 2./3. Oktober
Der Rennstart war um 16.30 Uhr. Die Witterungsbedingungen waren zu Beginn des Rennens gut, aber schon nach wenigen Stunden begann es zu regnen. Zu Beginn der Nacht war die Strecke nass und trocknete nicht ab. Am Sonntag wurde der Nebel zu dicht und das Feld musste über Stunden hinter dem Safety Car fahren.

### 2011 – 1./2. Oktober
Der Rennstart war um 16.30 Uhr.

### 2012 – 22./23. September
Die Poleposition-Zeit von 2:02.420 min wurde von Team LNT auf einer Ginetta G55 GT3 gefahren. Das Rennen startete um 15:30 Uhr. Gesamtsieger wurde das Team um Richard Abra auf einem BMW M3 E46 GTR mit 564 Runden. Die schnellste Rennrunde mit einer Zeit von 2:05.297 min wurde von Neil Garner Motorsport auf einem Mosler MT900 R gefahren. Von 33 gestarteten Fahrzeugen schafften es 26 in die Wertung.

### 2013, 2014
Kein 24h-Rennen.

## Live-Übertragung
Das Rennen wurde 2012 großenteils vom Internetradiosender radiolemans.com in Englisch kommentiert.

## Gesamtsieger
| Jahr | Team               | Gesamtsieger                                                    | Fahrzeug            | Distanz |
| ---- | ------------------ | --------------------------------------------------------------- | ------------------- | ------- |
| 2005 | Rollcentre Racing  | Martin Short Shaun Balfe Jamie Derbyshire Nick Jacobs           | Mosler MT900        | 3100 km |
| 2006 | Duller Motorsport  | Dieter Quester Dirk Werner Tim Mullen Jamie Campbell-Walter     | BMW Z4 M Coupe      | 3059 km |
| 2007 | Duller Motorsport  | Dieter Quester Dirk Werner Johannes Stuck Jamie Campbell-Walter | BMW Z4 M Coupe      | 3064 km |
| 2008 | Paragon Porsche    | Mark Sumpter Adrian Slater Andy Purdie                          | Porsche 997 GT3 RSR | 3100 km |
| 2009 | Topcats Racing     | Andrew Beaumont Pat Gormley Ben Clucas                          | Mosler MT900R       | 802 km  |
| 2010 | MJC Ltd            | Witt Gamski Keith Robinson John Gaw Phil Dryburgh               | Ferrari F430 GTC    | 3334 km |
| 2011 | Eclipse Motorsport | Michael McInerney Sean McInerney Phil Keen                      | Ferrari F430 GTC    | 3381 km |
| 2012 | MP Motorsport/JCAM | Michael Symons Clint Bardwell Richard Abra Mark Poole           | BMW M3 E46 GTR      | 3328 km |